# Mano (gest)

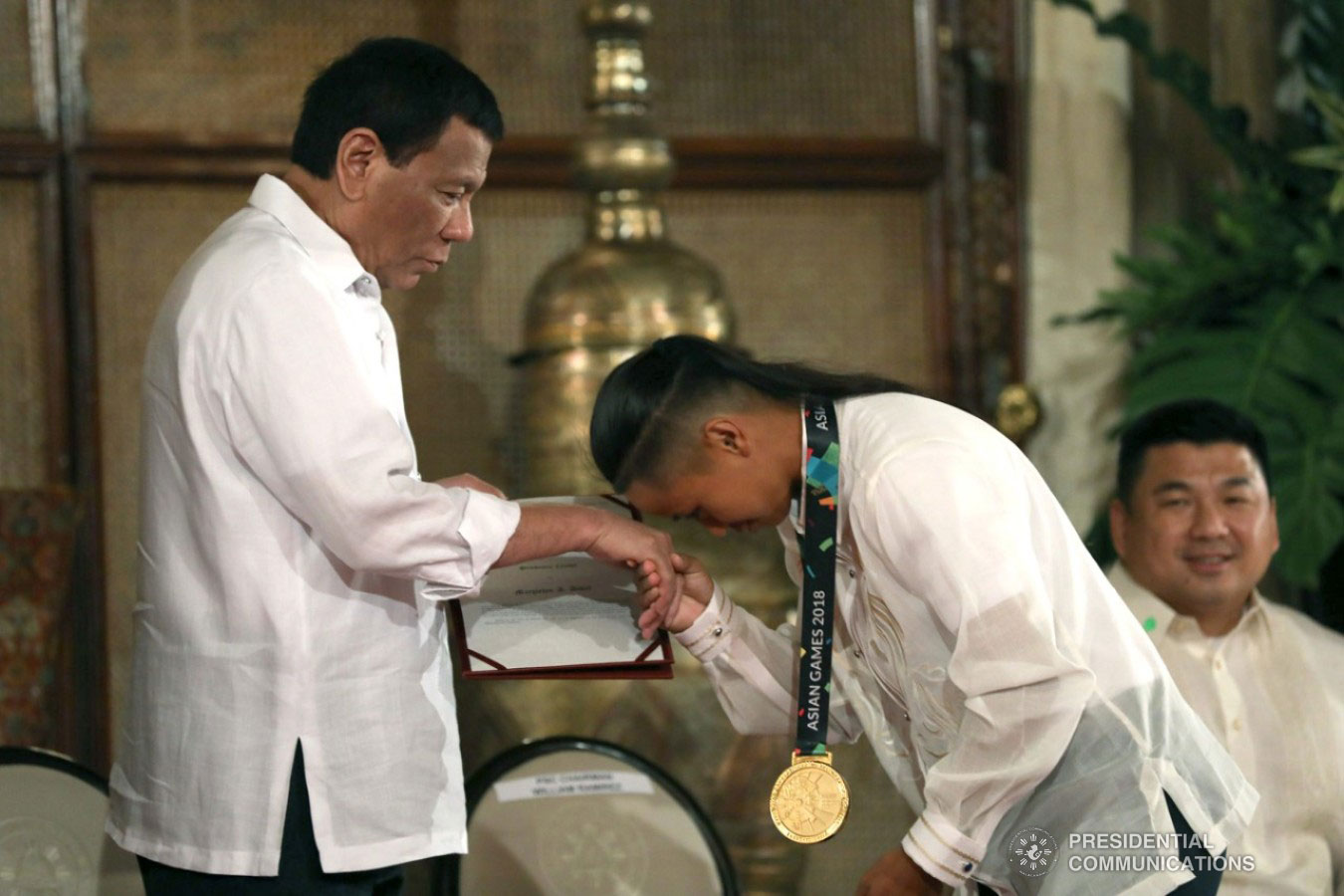
Prezydent Rodrigo Duterte podaje dłoń skaterce Margielyn Didal wykonującej gest mano podczas spotkania z 12 września 2018

Mano, znany także jako pagmamano – gest występujący w kulturze Filipin.
Porównuje się go do ucałowania dłoni. Wykonywany jest poprzez pochylenie głowy i dotknięcie czołem dłoni drugiej osoby. Towarzyszy mu wyrażona z szacunkiem prośba o dłoń, od której to zresztą sam gest bierze swą nazwę. Osoba będąca jego adresatem udziela następnie swego błogosławieństwa, przy czym słowa przez nią użyte mogą różnić się w zależności od regionu.
Pochodzenie gestu jest do pewnego stopnia niejasne. Część źródeł wskazuje, iż powstał w okresie kolonizacji, wyrastając z błogosławieństw udzielanych przez hiszpańskich księży katolickich swoim filipińskim parafianom. Inne natomiast podkreślają, że wywodzi się jeszcze z tradycji poprzedzających kolonizację archipelagu.
Stanowi integralną część filipińskiej kultury. Wykorzystywany jest do okazania szacunku, szczególnie wobec osób starszych. Pojawia się podczas wizyt rodzinnych oraz uroczystości takich jak śluby, chrzty czy obchody Bożego Narodzenia. Stosowany także w obecności księży i biskupów katolickich. Podobne gesty spotyka się również w Indonezji i Malezji.